# Autheuil (Eure-et-Loir)
Pour les articles homonymes, voir Autheuil et Auteuil.
Autheuil est une ancienne commune française située dans le département d'Eure-et-Loir en région Centre-Val de Loire : depuis le 1er janvier 2017, Autheuil est intégrée à la commune nouvelle de Cloyes-les-Trois-Rivières, avec statut de commune déléguée.

## Géographie

### Situation

Situation d'Autheuil
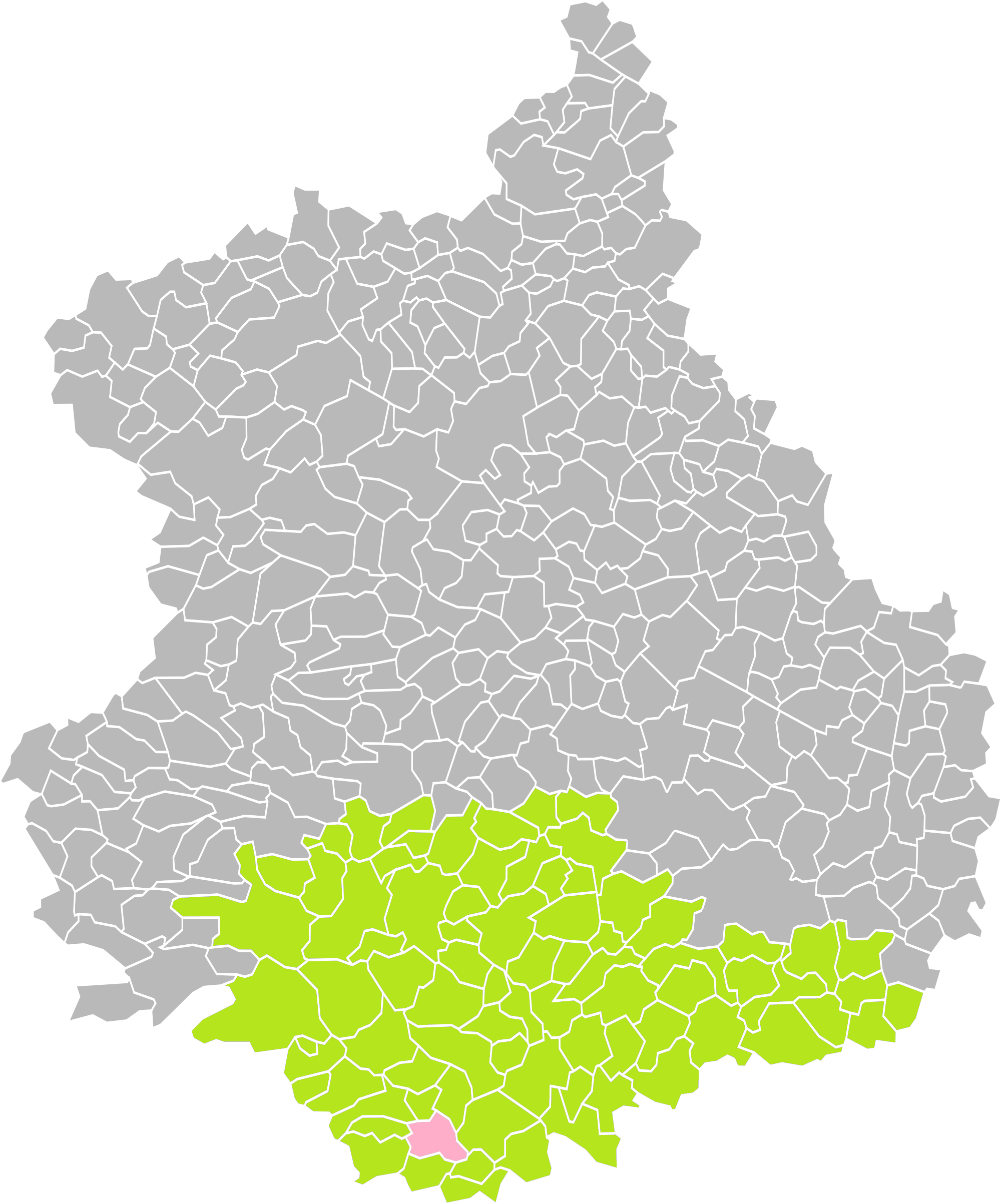
Autheuil dans son arrondissement.
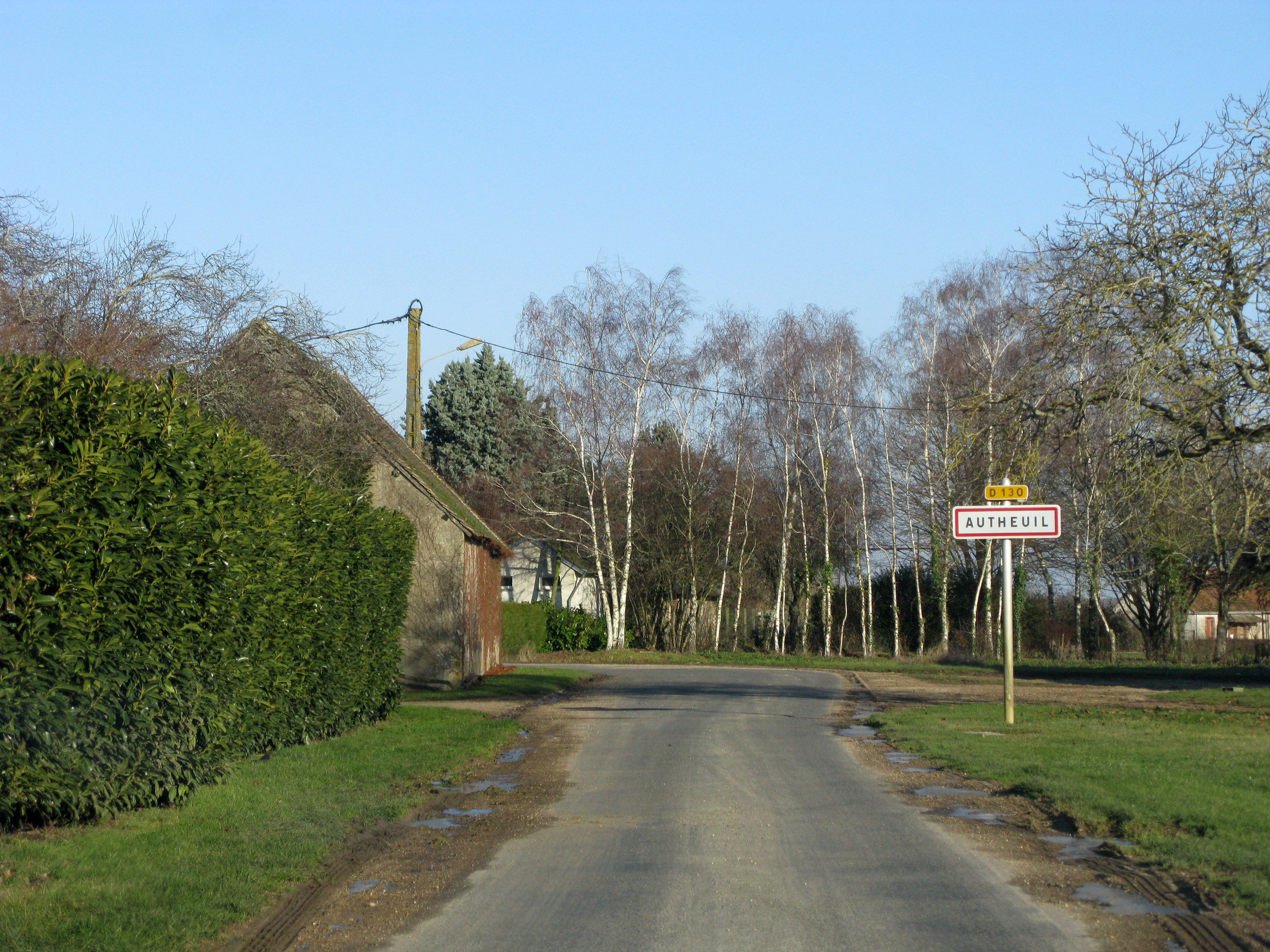
Entrée d'Autheuil par la route de Cloyes.
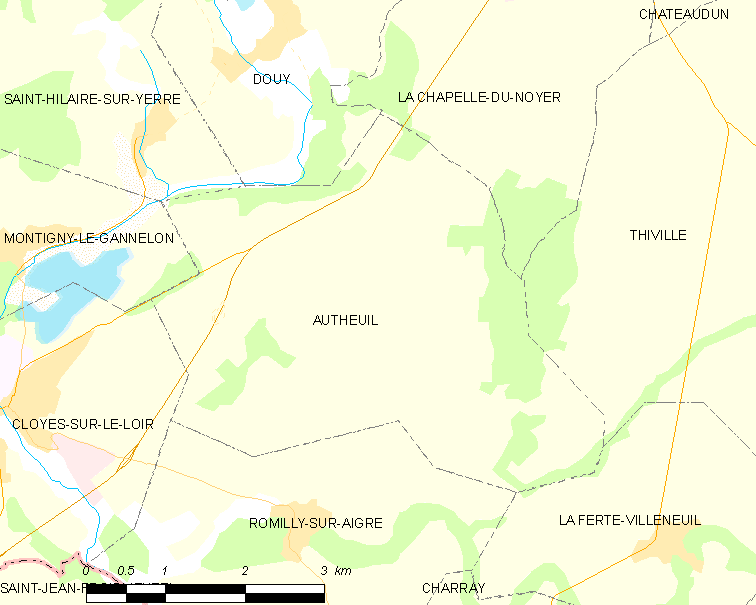
Carte de la commune d'Autheuil.

### Communes limitrophes
| Saint-Hilaire-sur-Yerre | Douy              | La Chapelle-du-Noyer |
| Montigny-le-Gannelon    | Autheuil          | Thiville             |
| Cloyes-sur-le-Loir      | Romilly-sur-Aigre | La Ferté-Villeneuil  |

## Toponymie
Le nom de la localité est attesté sous les formes Autol en 1100, Alteil en 1133, Attolium en 1171.
Comme tous les Autheuils de langue d'oïl, ce toponyme semble signifier « Haute Clairière » et dérive  du latin altus- « haut » et du gaulois ialo- « Clairière » .
Homonymie avec Autheuil (Eure), Autheuil (Orne), Autheuil-Authouillet (Eure) et Autheuil-en-Valois (Oise).

## Politique et administration

### Liste des maires
| Période                                  | Période          | Identité      | Étiquette | Qualité                    |
| ---------------------------------------- | ---------------- | ------------- | --------- | -------------------------- |
| Les données manquantes sont à compléter. |                  |               |           |                            |
| mars 2001                                | mars 2008        | Denis Cheneau |           |                            |
| mars 2008                                | mars 2014        | Michel Moreau |           |                            |
| mars 2014                                | 31 décembre 2016 | André Sarny   | SE        | Retraité Fonction publique |

## Population et société

### Démographie
L'évolution du nombre d'habitants est connue à travers les recensements de la population effectués dans la commune depuis 1793. À partir du 1er janvier 2009, les populations légales des communes sont publiées annuellement dans le cadre d'un recensement qui repose désormais sur une collecte d'information annuelle, concernant successivement tous les territoires communaux au cours d'une période de cinq ans. 
Pour les communes de moins de 10 000 habitants, une enquête de recensement portant sur toute la population est réalisée tous les cinq ans, les populations légales des années intermédiaires étant quant à elles estimées par interpolation ou extrapolation. Pour la commune, le premier recensement exhaustif entrant dans le cadre du nouveau dispositif a été réalisé en 2008,.
En 2014, la commune comptait 197 habitants, en évolution de −15,09 % par rapport à 2009 (Eure-et-Loir : +1,94 %, France hors Mayotte : +2,49 %).
| 1793 | 1800 | 1806 | 1821 | 1831 | 1836 | 1841 | 1846 | 1851 |
| ---- | ---- | ---- | ---- | ---- | ---- | ---- | ---- | ---- |
| 240  | 243  | 250  | 229  | 198  | 278  | 262  | 251  | 284  |

| 1856 | 1861 | 1866 | 1872 | 1876 | 1881 | 1886 | 1891 | 1896 |
| ---- | ---- | ---- | ---- | ---- | ---- | ---- | ---- | ---- |
| 307  | 271  | 265  | 265  | 263  | 239  | 256  | 241  | 236  |

| 1901 | 1906 | 1911 | 1921 | 1926 | 1931 | 1936 | 1946 | 1954 |
| ---- | ---- | ---- | ---- | ---- | ---- | ---- | ---- | ---- |
| 225  | 234  | 224  | 205  | 201  | 197  | 207  | 195  | 212  |

| 1962 | 1968 | 1975 | 1982 | 1990 | 1999 | 2008 | 2013 | 2014 |
| ---- | ---- | ---- | ---- | ---- | ---- | ---- | ---- | ---- |
| 209  | 229  | 252  | 242  | 237  | 217  | 229  | 202  | 197  |

## Culture locale et patrimoine

### Lieux et monuments

#### Église Saint-Avit
Inscrit MH (1989).
L'église Saint-Avit date des XIIe et XVIe siècles.

### Personnalités liées à la commune
- Henri Mignot-Bozérian (1878-1938), député d'Eure-et-Loir de 1912 à 1924, né à Cloyes (Eure-et-Loir) et mort le 6 octobre 1938 à Autheuil.
- Les parents de Philippe Muray (1945-2006) y ont vécu leurs dernières années[9].